# Raymond Etherington-Smith
Raymond Broadley Etherington-Smith (Putney, Londres, 11 d'abril de 1877 – Smithfield, Londres, 19 d'abril de 1913) va ser un remer anglès que va competir a cavall del segle xix i el segle xx.
Nascut a Putney, estudià al Repton School i abans d'entrar a la universitat remà pel London Rowing Club, sent membre de la seva tripulació de vuit amb timoner a la Thames Cup de 1895 i a la Grand Challenge Cup de 1896. Estudià al Trinity College de la Universitat de Cambridge, on fou membre del Pitt Club. Per aquesta universitat guanyà diverses competicions i el 1898 formà part de l'equip de rem de Cambridge que perdé la regata Oxford-Cambridge. El 1899 fou escollit president del C.U.B.C quan Cambridge impedí a Oxford guanyar per desena vegada consecutiva l'Oxford-Cambridge i va competir en l'equip que guanyà l'edició de 1900. A la Henley Royal Regatta guanyà la Grand Challenge Cup tres vegades i la Stewards' Challenge Cup dues. Va ser subcampió a la Silver Goblets el 1900 i a la Diamond Challenge Sculls el 1902. Fou capità del Leander Club quatre vegades, el 1903, 1905, 1906 i 1908.
El 1908 disputà els Jocs Olímpics de Londres, on guanyà la medalla d'or en la prova del vuit amb timoner del programa de rem.
Etherington-Smith estudià medicina i entrà a treballar al St Bartholomew's Hospital. Morí ben jove, amb tan sols 36 anys, per culpa d'una infecció a la sang que va contraure mentre operava a un pacient que tenia gangrena al pulmó.